# Comisión para la verdad y la reconciliación (Sudáfrica)
La Comisión para la Verdad y la Reconciliación (en inglés, Truth and Reconciliation Commission) fue un organismo oficial creado por el gobierno de Sudáfrica que buscaba alcanzar la justicia restaurativa después del fin del régimen del apartheid.
Las personas que eran identificadas como víctimas de graves violaciones de los derechos humanos eran invitadas a prestar declaración sobre sus experiencias. Muchas de estas víctimas ofrecieron sus relatos en audiencias públicas. Los autores de los hechos violentos podían también confesar sus crímenes, y eran sus propias víctimas las que decidían si concederles la impunidad. La TRC nunca funcionó como tribunal judicial, sino como un intermediario entre víctimas y agresores.

## Creación y fundamentos
La Comisión se fundamentó en la Ley para la Promoción de la Unidad Nacional y la Reconciliación, sancionada en 1995. Fue encabezada por el arzobispo Desmond Tutu quien estableció como lema de la misma: "Sin perdón no hay futuro, pero sin confesión no puede haber perdón". Publicó un informe oficial en 1998 que fue entregado al entonces presidente Nelson Mandela.
Existen valoraciones muy diversas acerca del resultado de la Comisión. Sus detractores consideran que proporcionó impunidad a criminales confesos. Sus defensores argumentan que permitió el esclarecimiento de desapariciones y otros delitos que de otro modo habrían quedado en el olvido, así como que facilitó que las víctimas recibieran indemnizaciones y reconocimiento por su sufrimiento. Bastantes observadores consideran que este proceso de reconciliación y búsqueda de la verdad, relacionado con el concepto tradicional que los sudafricanos llaman Ubuntu, facilitó la transición política sudafricana. En cualquier caso, es indudable que se ha convertido en un modelo para posteriores organismos que han usado el nombre de Comisión para la Verdad y la Reconciliación en distintos países que salían de períodos de violencia, dictadura o guerra civil.
Las audiencias públicas llevadas a cabo por la Comisión pueden verse representadas en el filme In My Country.